# Урал-63095
Урал-63095 (також відомий як Урал-Тайфун) — російський багатофункціональний, модульний бронеавтомобіль сімейства «Тайфун». Виробляється на Уральському автомобільному заводі (контролюється станом на 2013 рік Групою ГАЗ).
Машина може бути використаний як командно-штабна машина, машини РЕБ / РЕР чи зв'язку, санітарна машина, або для ведення інженерної, радіаційної, хімічної і біологічної розвідки.

## Характеристики
Машина має двигун ЯМЗ-536 (450 к.с.), протимінний і куленепробивна захист, та незалежної гідропневматичною підвіску. Можлива установка дистанційно керованого модуля з кулеметом або автоматичним гранатометом. Комбінована (кераміка + сталь) бронезахист виробництва НДІ Сталі, а також бронескло виробництва «Магістраль ЛТД», які забезпечують круговий захист за 4-м рівнем стандарту STANAG 4569 (від 14.5-мм бронебійних куль типу Б-32).
Протимінний захист забезпечується V-подібним днищем, і поглинаючими енергію вибуху сидіннями, що відповідає рівню 3b відповідно до STANAG 4569 (вибуховий пристрій до 8 кг в тротиловому еквіваленті). У даху є люки для аварійного виходу у разі перекидання автомобіля. Також на всіх варіантах бронемашин по периметру встановлені відеокамери, що дозволяє спостерігати за зовнішньою обстановкою зсередини транспортного модуля, або використовувати для управління бронемашиною встановлені в кабіні монітори в разі неможливості використання лобового скла.
Простір у середині машини герметичний, з штучно підтримуваним надлишковим тиском, фільтрація повітря, що надходить всередину, забезпечується установкою ФВУ-100.
- Повна маса: 24 т.
- Екіпаж: 16 + 3 в кабіні.
- Колісна формула: 6 × 6.
- Потужність двигуна: 450 к.с.
- Коробка передач: Шестиступінчаста автоматична коробка передач.
- Шини: Куленепробивні з автопідкачуванням.
- Тип броні: рознесена, комбінована, навісна із сталі і кераміки.
- Клас захисту: всеракурсний від 14.5 мм бронебійних куль, до 8 кг вибухівки під днищем.
- Озброєння: Можливо встановити дистанційно керований модуль

## Інциденти
У липні 2018 року в мережу потрапило відео, зняте випадковими свідками того, як машина Тайфун-У (Урал-63095) загорілась на дорозі неподалік села Молькіне Краснодарського краю. Причина займання невідома. Один військовий отримав опіки шкіри, коли намагався загасити полум'я.